# Liebe in der Wildnis
Liebe in der Wildnis (Originaltitel: Dakota) ist ein US-amerikanischer Western von 1945 unter der Regie von Joseph Kane nach einer Erzählung von Carl Foreman. Die Hauptrollen sind mit John Wayne und Vera Hruba Ralston besetzt.

## Handlung
Als Sandy Poli im Jahr 1870 gegen den Willen ihres Vaters, des Chicagoer Eisenbahnmagnaten Marko Poli, den Spieler John Devlin heiratet, erregt das seinen Zorn. Als Devlin ihm seine Aufwartung machen will, verweist er ihn des Hauses und verfolgt die Kutsche, in der Schwiegersohn und Tochter davonfahren. Sandy überredet ihren Mann Richtung Dakota zu fahren. Die junge Frau hat ein wertvolles Gemäldes ihres Vaters für 20.000 Dollar verkauft, um ihre und ihres Mannes Flucht zu finanzieren. Obwohl Devlin nach Kalifornien will, setzt Sandy es durch, dass sie mit der Bahn Richtung Dakota fahren.
Die junge Frau hat den Plan, Land in Fargo zu kaufen, da ihr bekannt ist, dass die Eisenbahn das Gebiet dort erweitert und dann Land benötigt, sodass ein satter Gewinn bei einem Weiterverkauf herausspringt. Nach einer wilden Schlägerei im Zug macht das Paar die Bekanntschaft von Jim Bender und seinem Handlanger Bigtree Collins. Um Fargo zu erreichen, gehen sie an Bord der „River Bird“, deren Kapitän Bounce mit seinem Schiff spricht, als könne es ihn verstehen, und seinen Gehilfen Nikodemus herumscheucht.
Kurz bevor man ablegt, wird der Farmer Anson Stowe erschossen. Seine letzten Worten sind, man solle seiner Frau sagen, dass sie sich vor Bender in Acht nehmen solle. Devlin wird bei dem Vorfall an der Hand verletzt. Unterwegs kommen zwei Männer an Bord, die genau wissen, dass Devlin viel Geld bei sich hat. Sie entwaffnen ihn, nehmen ihm das Geld ab und verschwinden wieder. Sandy nimmt die schwere Aufgabe auf sich, Stowes Frau vom Mord an ihrem Mann zu unterrichten. Man hat dem Paar die Farm angezündet, weswegen Stowe in der Stadt unterwegs war.
In einem Jim Bender gehörenden Saloon in Fargo trifft Devlin diesen wieder und verlangt seine 20.000 Dollar zurück. Er hat inzwischen durchschaut, dass Bender der Mann ist, der in Fargo die Strippen zieht und sich mit unlauteren Mitteln in den Besitz der Grundstücke der Farmer bringt, um diese dann teuer an die Eisenbahn verkaufen zu können. In Devlin sieht er einen Rivalen, den er keinesfalls dulden will.
Bei einer erneuten Schießerei wird Sandy angeschossen und an der Schulter verletzt. Der Arzt des Städtchens versorgt sie. Bender will immer noch, dass Devlin und seine Frau so schnell wie möglich nach Chicago zurückkehren. Der Bandit hat Bigtree Collins und weitere seiner Leute bei den Farmern eingeschleust, die diese in seinem Sinne bearbeiten und hinters Licht führen, was dem Ziel dient, billig an ihr Land zu kommen. Zuerst werden ihre Farmen angezündet und später ihre Weizenfelder.
Als Devlin erfährt, dass Bender die Farmer Weizenanleihen unterzeichnen lässt, schwingt er sich auf sein Pferd und reitet zu der Versammlung. Er ist entschlossen, sich einzumischen. Er streut das Gerücht, dass die Bahngesellschaft nun doch eine andere Strecke plane. Bender ist verunsichert und geht auf Devlins Vorschlag ein, ihm seinen Anleihevertrag mit den Farmern zu überlassen. Als Anzahlung dienen die 20.000 Dollar, die Bender durch seine Schergen hat stehlen lassen. 80.000 weitere sollen noch folgen. Dann taucht jedoch im ungünstigsten Moment Wexton Geary auf, der für Sandys Vater arbeitet und Land für die Eisenbahn aufkauft. Bender realisiert, dass Devlin ihn reingelegt hat und befiehlt seinen Leuten, ihm das unterzeichnete Dokument um jeden Preis zurückzubringen.
Devlin sucht inzwischen Plummer auf, der gegenüber Bender stets misstrauisch war und überlässt ihm und seiner Frau Hilda das von Bender unterzeichnete Dokument zur Durchsicht, um dann weiterzureiten. Kurz darauf wird ihnen das Dokument von Benders Leuten wieder abgenommen, die nicht davor zurückschrecken, beide kaltblütig zu ermorden.
Im Saloon kommt es erneut zu einer Schießerei, in die auch Devlin verwickelt ist. Man will ihn hängen, doch wieder brennen die Weizenfelder und in dem allgemeinen Tumult kann Devlin sich befreien. Capt. Bounes, der von Sandy um Hilfe gebeten worden ist, greift ein und naht mit einer Pferdekutsche. Zwischen Bender und Collins kommt es zu einer Schießerei, als sie sich gegenseitig misstrauen, wobei Bender von Collins erschossen wird.
Devlin nimmt sich Collins vor und besiegt ihn in einem Faustkampf. Er nimmt ihm auch gleich die gestohlenen 20.000 Dollar wieder ab. Als Devlin ein paar Tage später beschließt, nun doch nach Kalifornien aufzubrechen, überrascht ihn seine Frau mit der Mitteilung, dass sie ein Schiff gekauft und Bounes, der sein Schiff bei einer Explosion verloren hatte, als Kapitän eingesetzt habe. Sie möchte in Fargo bleiben und den Farmern zusammen mit ihm dabei helfen, ihr Leben wieder neu einzurichten.

## Produktionsnotizen

### Dreharbeiten, Hintergrund
Die Dreharbeiten starteten am 17. Juli und gingen bis Ende August 1945. Vorangestellt sind dem Film die Worte: 1870: Der Krieg zwischen den Nord- und Südstaaten war beendet. In den nun folgenden Friedensjahren galt das besondere Interesse dem Bau der Eisenbahnlinien. Dakota mit seinen unendlichen Prärien, Gebirgsketten und Einöden lag in völliger Abgeschiedenheit. Am Rande dieser Wildnis hatte sich Chikago schon damals zu einer großen und lebendigen Stadt entwickelt. Hier hatten die Gründer und Unternehmer ihre Besitzungen ...

### Synchronisation
Die deutsche Fassung entstand 1950 in den Studios der Elite Film Franz Schröder GmbH. Das Dialogbuch schrieb Theodor Mühlen, der auch die Dialogregie übernahm.
| Darsteller       | Rolle           | Synchronsprecher   |
| ---------------- | --------------- | ------------------ |
| John Wayne       | John Devlin     | Wolfgang Lukschy   |
| Mike Mazurki     | Bigtree Collins | Herbert Wilk       |
| Paul Fix         | Carp            | Clemens Hasse      |
| Walter Brennan   | Cpt. Bounce     | Carl-Heinz Carell  |
| Ward Bond        | Jim Bender      | Walter Suessenguth |
| Hugo Haas        | Marko Poli      | Alfred Balthoff    |
| George Cleveland | Mr. Plummer     | Kurt Vespermann    |
| Olive Blakeney   | Mrs. Stowe      | Ursula Krieg       |
| Nick Stewart     | Nicodemus       | Herbert Weißbach   |
| Vera Ralston     | Sandy           | Gisela Trowe       |
| Grant Withers    | Slagin          | Gerhard Bienert    |
| Pierre Watkin    | Wexton Geary    | Erich Fiedler      |

### Veröffentlichung, DVD
Die Premiere von Dakota fand am 1. November 1945 in Los Angeles statt, am 15. Dezember startete der Film dann in New York. In der Bundesrepublik Deutschland kam er am 15. Dezember 1950 in die Kinos. In Österreich lief er sowohl unter dem Originaltitel Dakota als auch unter dem Titel Brennende Prärie. Am 25. Juli 2011 wurde der Film erstmals im Fernsehen gezeigt, im Programm Das Vierte. Er firmiert auch unter den weiteren Titeln Blut am Fargo River (DVD-Veröffentlichung) und Cowboy-Liebe.
- Blut am Fargo River, DVD, Erscheinungstermin 11. Mai 2007 bei Studiocanal
- John Wayne Western Edition, DVD Erscheinungstermin 4. Mai 2004 bei Studiocanal (enthält neben Blut am Fargo River zwei weitere Western und einen Bonusfilm).
- Blut am Fargo River, DVD Erscheinungstermin 19. Januar 2011 bei Kinowelt, Sonderfilm im Rahmen der großen John Wayne DVD-Collection von DeAgostini[2]

## Kritik
Für das Lexikon des Internationalen Films war dies „ein Durchschnittswestern mit guten Darstellern“.
Cinemas Fazit war: „Nur Routine – und der ‘Duke’ bleibt blass.“ Ergänzend wurde hinzugefügt: Wayne weigerte sich, neben der talentfreien tschechischen Eiskunstläuferin Ralston zu spielen, die damals das Liebchen des Studiobosses war. Er knickte aber ein.
Dennis Schwartz, Ozus World Movie Reviews, war der Ansicht, dass der Film ein paar gute Actionszenen des Stuntkoordinators Yakima Canutt enthalte, die den Höhepunkt des Geschehens gebildet hätten. Weiter verwies er darauf, dass sowohl John Wayne als auch der ursprünglich vorgesehene Regisseur Frank Borzage sich geweigert hätten, mit Vera Ralston, einer in der Tschechoslowakei geborenen Schauspielerin, zusammenzuarbeiten. Der Boss des Studios Herbert Yates, der mit der Schauspielerin liiert war, habe Wayne dazu bringen können, seine Meinung zu ändern, Borzage dagegen wurde durch den Regisseur Joseph Kane ersetzt. Schwartz meinte, dass Ralston allerdings in ihrer Rolle nicht schlecht gewesen sei, das sei nicht das Problem des Films gewesen.